# بویوک گویوش‌لو
بویوک گویوش‌لو (به لاتین: Böyük Göyüşlü) یک منطقه مسکونی در جمهوری آذربایجان است که در شهرستان بردع واقع شده است. بویوک گویوش‌لو ۱۱۲۱ نفر جمعیت دارد.